# Giorgi Shermadini
Giorgi Shermadini (georgià: გიორგი შერმადინი) Mtskhetha, 2 d'abril de 1989 és un jugador de bàsquet de Geòrgia que juga actualment amb l'Iberostar Tenerife de la lliga ACB.
És un jugador de 2.16 m d'altura i juga en la posició pivot.